# 董良驹
董良驹（1936年—），湖北鄂州人，中国人民解放军将领、中国人民解放军中将。 
1996年，授予中国人民解放军中将，1992年11月，担任中国人民解放军总参谋部办公厅主任，后升任中央军委办公厅主任。